# Ancien tramway de Lausanne
Pour le projet du nouveau tramway, voir Tramway de Lausanne.
L'ancien tramway de Lausanne est un système de tramway qui a fonctionné dans la ville vaudoise de Lausanne, en Suisse entre 1896 et 1964. Ce réseau était composé, à son apogée, de 13 lignes totalisant 66,2 km de voies à écartement métrique. Il était exploité par la Société des tramways lausannois (TL) depuis sa création, sauf pour les lignes issues du rachat de la Compagnie des chemins de fer électriques régionaux du Jorat (REJ) en 1910.
Il a été en très grande partie remplacé par un réseau de trolleybus.

## Histoire

### Premiers projets
Les premières tentatives de création d'un réseau de tramway à Lausanne remonte à la période comprise entre 1869 et 1872 où fut proposé un système à air comprimé comparable à celui utilisé sur le tramway de Berne. En 1882 l'ingénieur Bergeron propose l'installation d'un tramway à traction funiculaire (tels les fameux Cable Cars de San Francisco) pour relier la gare au centre-ville, avec un trajet à branches ; la mort de l'ingénieur met fin au projet.
Le 21 décembre 1894 l'ingénieur Adrien Palaz obtient la subvention fédérale pour la construction d'un réseau de tramway, l'année suivante il présente son projet sur le plan financier et obtient le soutien des autorités communales. La construction de la centrale électrique qui alimentera le réseau en électricité, située entre la rue Saint-Martin et l'école de médecine, commence en août 1895.

### Les débuts

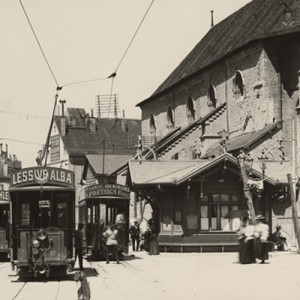
Un tramway au kiosque de la place Saint-François, entre 1896 et 1897.

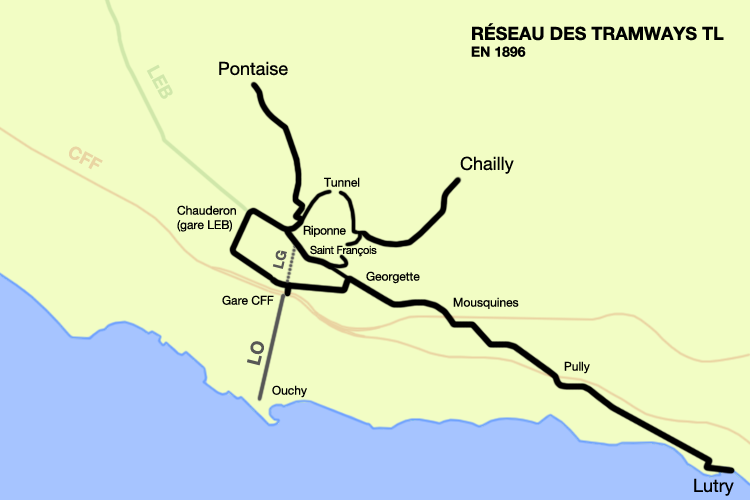
Le réseau en 1896.

Le 5 juin 1895 est créée la compagnie qui exploitera le réseau : la Société des tramways lausannois (TL), dont Adrien Palaz en sera administrateur délégué puis directeur. Le réseau, composé de six lignes et d'une longueur totale de 7,2 km, est inauguré le 29 août 1896 et mis en service le 1er septembre suivant. Il se compose d'une ligne circulaire autour du centre-ville empruntant la « Ceinture Pichard » et de cinq lignes en direction des banlieues et de la gare à Saint-François :
- Saint-François - Georgette - Pully - Lutry (4,2 km) ;
- Saint-François - École de Médecine - Pont de Chailly (1,4 km) ;
- Saint-François - Riponne - Pontaise (1,1 km) ;
- Saint-François - Gare CFF ;
- Saint-François - Gare LEB ;
- Ceinture Pichard.

Le réseau commence alors une grande vague d'extension, : dès 1903 il se compose de dix lignes dont deux de banlieue, pour une longueur totale de 23,287 km dont 5,690 km en double voie.
En 1898 est ouverte la ligne entre la gare CFF, Saint-François, le tunnel et l'hôpital puis l'année suivante c'est tour de la ligne desservant Chauderon, Montétan et Prilly d'ouvrir tandis que la ligne de Pont de Chailly est prolongée jusqu'à La Rosiaz. En 1902 la ligne de l'Hôpital est prolongée à La Sallaz et l'année suivante quatre lignes voient le jour, :
- Gare (Jura-Simplon) – Ouchy (1,9 km) ;
- Boulevard de Grancy – Cour – Montoie (1,6 km) ;
- Chauderon – Gare de Renens (3,8 km) ;
- Gare (Jura-Simplon) – place de Chauderon (1,1 km).

En 1906 deux lignes voient le jour, Tunnel - Le Mont - Cugy (9,3 km) et le « tour de Ville » au départ de la gare CFF par Saint-François, Riponne et Chauderon. La ligne de Cugy est prolongée à Montheron l'année suivante. En 1909 la ligne Gare CFF - Riponne - Bel-Air - Bergières ouvre à son tour.

### Intégration du REJ
Le 30 septembre 1910 la Société des tramways lausannois absorbe la déficitaire Compagnie des chemins de fer électriques régionaux du Jorat (REJ), qui exploite la ligne du Jorat qui relie Lausanne à Moudon et Savigny ouverte en 1902 ; le terminus de cette ligne est déplacé à l'occasion en centre-ville,.
En 1912 la ligne Saint-François - Port du Pully (3,1 km) est mise en service, elle reçoit l'indice 10 tandis que les autres lignes se voient attribuer les indices 1 à 9.

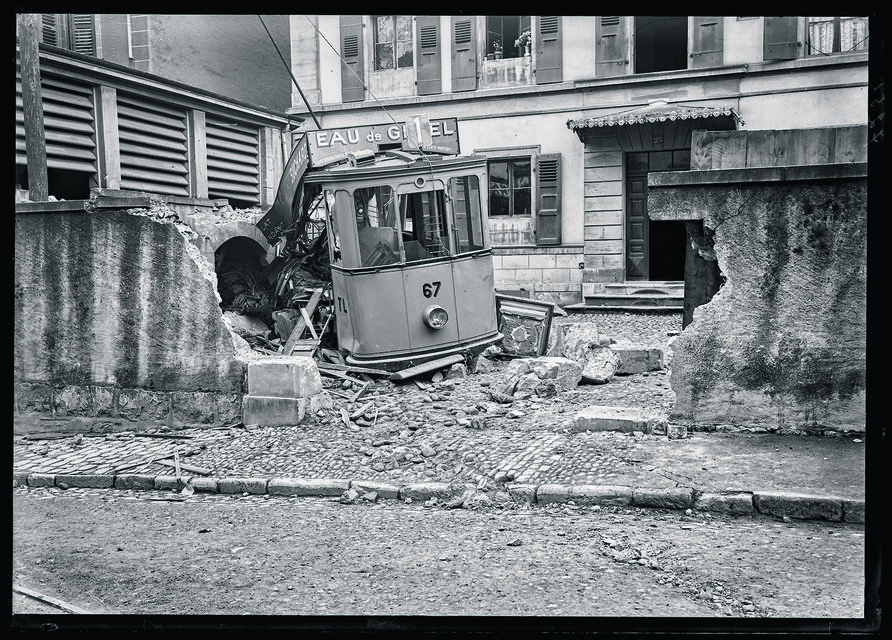
L'accident du 28 octobre 1913

Le 28 octobre 1913 a lieu le seul accident mortel de l'histoire du tramway lausannois : Les freins de la motrice no 67 cassent dans la descente du Valentin, sur la très raide ligne de la Pontaise, et le convoi percute une maison, causant deux morts et deux blessés, le convoi est détruit dans l'accident. Une réorganisation a lieu la même année avec la fusion des lignes 1 et 5 (ligne 1), 2 et 4 (ligne 2) et 9 et 11 (ligne 11).
En 1922 et 1932 les services partiels Saint-François - Mousquines et Closelet-Épinettes sont supprimés. Le réseau est intégralement renuméroté en 1930 et une ligne directe Saint-François-Ouchy (la 4/14) est mise en service.

### Déclin

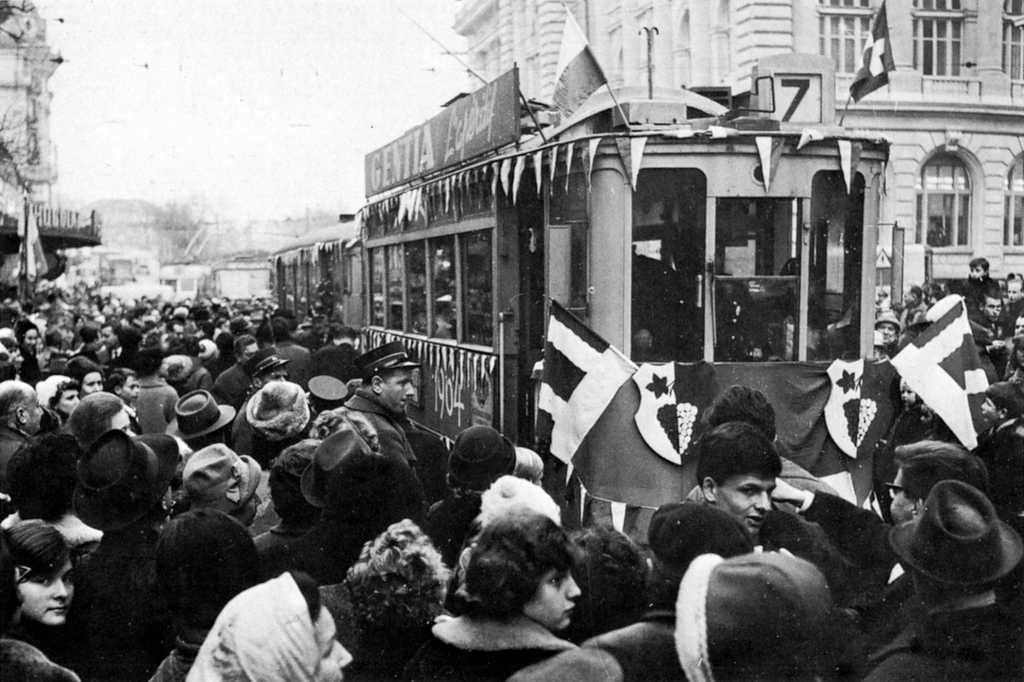
Dernier jour de circulation des trams

Le réseau atteint son apogée en 1933 avec 66,2 km de lignes et deux prolongements : Caserne - Parc des Sports (1/11) et Saint-Jean - Bois de Vaux (2/12),. Mais le déclin du réseau a commencé l'année précédente avec la mise en service d'une ligne de trolleybus entre Ouchy et la gare de Lausanne à la place des tramways sur un tronçon de la ligne 1/11. Cette ligne obtient des résultats satisfaisants et conduit les TL à entamer le remplacement des tramways par des trolleybus en 1938, jugés plus adaptés au relief caractéristique de la capitale vaudoise composée de pentes nombreuses et raides, plus confortable, plus rapide et moins coûteux à gérer. En 1938 les lignes 4/14 et 8/18 sont converties en trolleybus suivies en 1939 du tronçon Épinettes-Parc des Sports de la ligne 1/11, des lignes 2/12, 6/16 et du Grand tour de ville, la ligne 3/13 voit alors son tronçon restant intégré à la ligne 7/17.
Si la Seconde Guerre mondiale interrompt ce remplacement, les tramways sont même réintroduits sur certaines lignes en raison des pénuries de pneus (Entre 1942 et 1946 sur le tour de ville et la ligne de La Sallaz et entre 1944 et 1945 les dimanches et fêtes sur la ligne de Pontaise), il reprend dès la fin du conflit. Ferment ainsi en 1951 la ligne 20 (Place du Tunnel-Montheron) et en 1961 les tronçon de Saint-François à Prilly et Lutry des lignes 7 et 9,. La ligne du Jorat (lignes 21 à 23) ferme en 1962 et l'ultime ligne, Renens-Saint-François-Rosiaz composée des tronçons restants des lignes 7 et 9, est fermée le 6 janvier 1964, afin de permettre les aménagements routiers pour l'Exposition nationale suisse de 1964. Dès juillet 1963, un an avant la fermeture de l'ultime ligne, la Société des tramways lausannois change de nom et devient les Transports publics de la région lausannoise, tout en conservant le sigle TL, nom qu'elle porte depuis lors.
Le retour du tramway à Lausanne est évoqué à deux époques : Au cours des années 1980 est conçu le Tramway du Sud-Ouest lausannois (TSOL) entre les gares de Lausanne-Flon et de Renens par l'UNIL et l'EPFL qui est en fait un métro léger — et qui est appelé ligne M1 du métro de Lausanne depuis les années 2000 — inauguré le 24 mai 1991. Au cours des années 2000 un nouveau projet, cette fois-ci un tramway au sens classique circulant au milieu d'une route, est projeté entre les mêmes gares que celles desservies par le M1, mais longeant la ligne Lausanne – Genève. Il verra le jour à l'horizon 2026.

## Caractéristiques
Le réseau est à voie métrique et en grande majorité à voie unique, très peu de tronçons sont à double voie, et est alimenté en courant continu à une tension de 550-600 volts,. Le rayon de courbe moyen est de 20-25 mètres, le plus faible n'était que de 14 mètres à Lutry, dans une courbe étroite à 90°. Les pentes étaient à l'image du relief lausannois, abruptes, avec un maximum à 112,7 ‰ sur la ligne Riponne-Pontaise.

### Les lignes

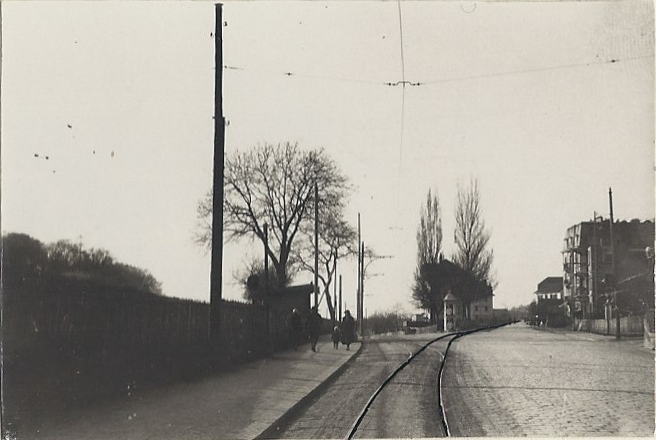
Bifurcation des lignes TL et LEB à la halte de Montétan.

Jusqu'en 1912, chaque ligne était identifiée par un symbole, comme une ancre pour celle d'Ouchy. À partir de cette date, elles sont numérotées : 1 pour Ouchy, 2 pour Montjoie, 3 pour Prilly, 4 pour Bergières, 5 pour Pontaise, 6 pour La Sallaz, 7 pour La Rosiaz, 8 pour le Tour de ville, 9 pour Lutry, 10 pour Pully et 11 pour Renens. Dès 1913 les lignes d'Ouchy et Pontaise fusionnent sous l'indice 1, les lignes de Montjoie et de Bergières sous l'indice 2 et celles de Renens et Lutry fusionnent sous l'indice 11. La ligne vers Cugy et Montheron, non numérotée, devient la 12.
En juin 1930, un système de double numérotation est mis en place sur les lignes urbaines. Le premier chiffre concernait l'aller (ex le 1) et le second le retour (ex le 11),.
- 1/11 : Gare Centrale - Ouchy, ancienne ligne 1, fermée en 1933 ;
- 2/12 : Bois de Vaux - Bergières, ancienne ligne 2, fermée en 1939 ;
- 3/13 : Gare Centrale - Saint François - Chauderon - Prilly, ancienne ligne 3, absorbée par la ligne 7 en 1938 ;
- 4/14 : Saint François - Ouchy, ouverte lors de cette renumérotation, fermée en 1938 ;
- 6/16 : Gare Centrale - La Sallaz, ancienne ligne 6, fermée en 1939 ;
- 7/17 : Prilly - Gare Centrale - Saint François - La Rosiaz, ancienne ligne 7 fusionnée en 1938 à la ligne 3/13, fermée entre 1961 (Prilly-Saint François) et 1964 (Saint François-La Rosiaz) ;
- 8/18 : Saint François - Le port de Pully, ancienne ligne 10, fermée en 1938 ;
- 9/19 : Lutry - Saint François - Renens, ancienne ligne 11, fermée entre 1961 (Lutry-Saint François) et 1964 (Saint François-Renens) ;
- 20 : Lausanne Tunnel - Cugy - Montheron (ex-ligne 12), fermée en 1951 ;
- 21 : Lausanne Tunnel - Chalet à Gobet (ex-ligne du REJ), fermée en 1962 ;
- 22 : Lausanne Tunnel - Moudon (ex-ligne du REJ), fermée en 1962 ;
- 23 : Lausanne Tunnel - En Marin - Savigny (ex-ligne du REJ), fermée en 1962.

Ce système sera effectif jusqu'en janvier 1961, l'ultime ligne, Renens - Saint-François - La Rosiaz, issue des tronçons subsistants des lignes 7 et 9, portera l'indice 7/9 jusqu'à sa suppression en janvier 1964.

## Matériel roulant

### Automotrices
- no 1 à 14 : automotrices livrées en 1896 par SIG CIE[24],
- no 15 à 18 : automotrices livrées en 1897 par SIG CIE
- no 21 à 27 : automotrices livrées en 1899 par SIG CIE
- no 28 à 29 : automotrices livrées en 1913 par SWS SAAS
- no 30 à 54 : automotrices livrées en 1896 par SWS ACEC
- no 55 à 58 : automotrices livrées en 1902 par SWS MFO
- no 60 à 68 : automotrices livrées en 1911 par SWS ACEC
- no 69 à 75 : automotrices livrées en 1911 par SWS IEG
- no 80 à 85 : automotrices construites en 1925-27 par ACEC et TL
- no 86 à 89 : automotrices construites en 1929 par BBC TL
- no 90 à 92 : automotrices livrées en 1902 par SWS MFO
- no 95 à 99 : automotrices construites en 1929 par BBC TL
- no 171 à 174 : automotrices construites en 1929 par SWS BBC
- no 175 à 177 : automotrices construites en 1935 par BBC TL
- no 181 à 182 : automotrices construites en 1932 par BBC TL
- no 191 à 193 : automotrices livrées en 1954 par ACMV/BBC

### Remorques
- no 101 : remorque à essieux et plates formes ouvertes,
- no 102 : remorque à essieux et plates formes ouvertes, ex compagnie TS (Genève)
- no 103 à 104 : remorques à essieux et plates formes ouvertes, livrées en 1908 par SWS
- no 105 à 107 : remorques à essieux et plates formes ouvertes, ex motrice 1 à 18
- no 111 à 112 : remorques à essieux et plates formes fermées, ex compagnie GV (Genève), acquises en 1908
- no 115 à 117 : remorques à essieux et plates formes fermées, construites en 1924 par les ateliers TL
- no 121 à 129 : remorques à essieux et plates formes fermées, construites en 1931 par les ateliers TL
- no 131 à 134 : remorques à essieux et plates formes fermées, ex compagnie des tramways de Winterthur
- no 135 à 138 : remorques à essieux et plates formes fermées, ex compagnie des tramways de Bienne, acquises en 1949
- no 139 à 140 : remorques à essieux et plates formes fermées, ex compagnie des tramways de Bienne, acquises en 1949
- no 141 à 143 : remorques à essieux et plates formes ouvertes, ex automotrices Serpollet compagnie GV (Genève),
- no 144 à 149 : remorques à essieux et plates formes ouvertes, ex VE (Genève) puis  compagnie du Jorat,
- no 150: remorque à essieux et plates formes fermées, ex compagnie Vevey-Montreux-Chillon,
- no 151 à 153 : remorques à essieux et plates formes fermées, livrées 1911 en par SWS
- no 154 : remorque à essieux et plates formes fermées, ex motrice TL 64
- no 155 à 160 : remorques à essieux et plates formes fermées, ex Compagnie du tramway électrique Vevey-Montreux-Chillon-Byron-Villeneuve,
- no 161 à 163 : remorques à bogies et plates formes fermées, construites en 1930 par les ateliers TL
- no 164 à 165 : remorques à bogies et plates formes fermées, construites en 1954 et 56 par les ateliers TL

## Matériel préservé
- No 28, chemin de fer Blonay-Chamby
- No 36, chemin de fer Blonay-Chamby
- No 191 et 192, chemin de fer Gmunden-Vorchdorf (Autriche)

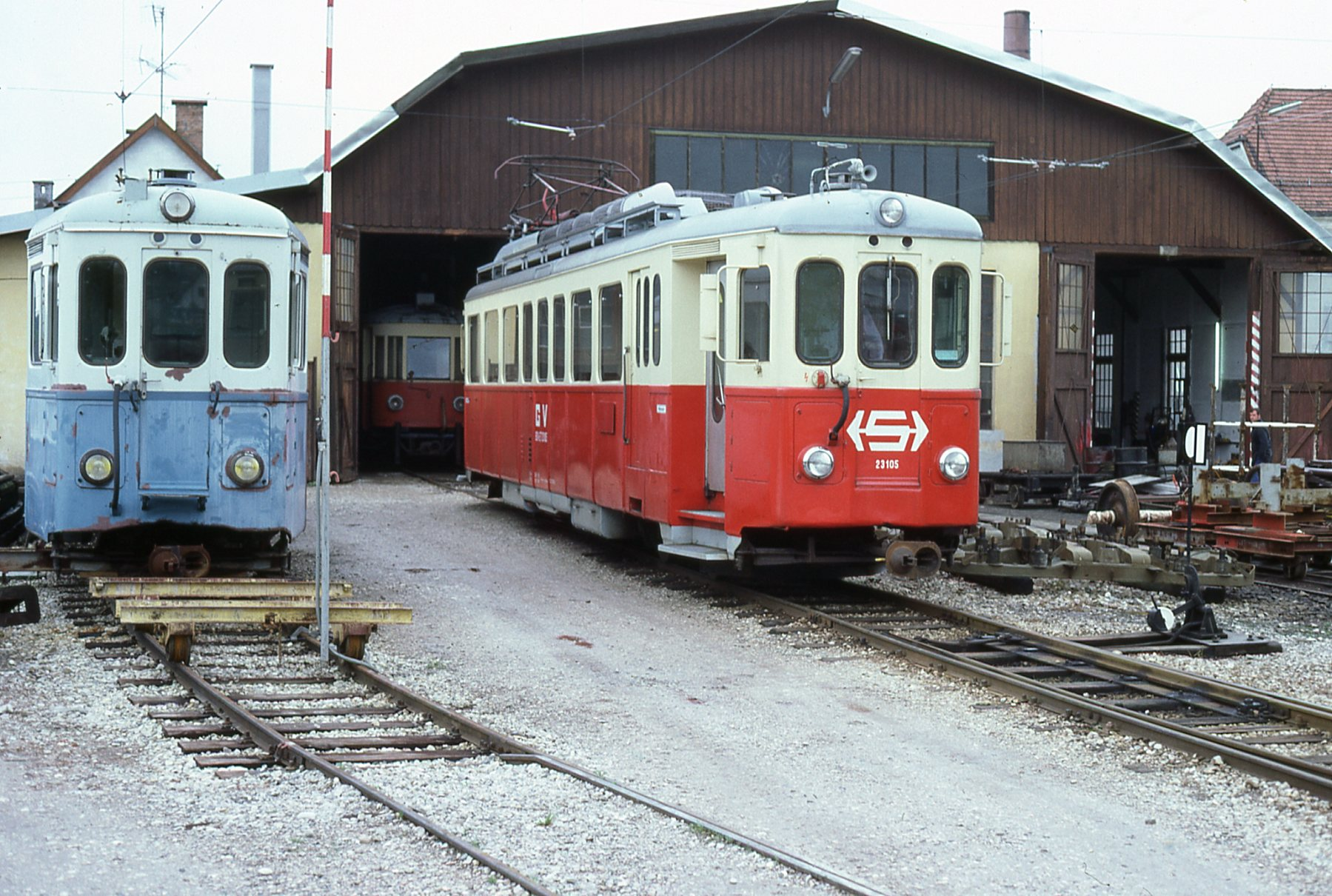
Anciennes motrices de la ligne de Moudon préservée en Autriche, la 191 à droite devenue 23105
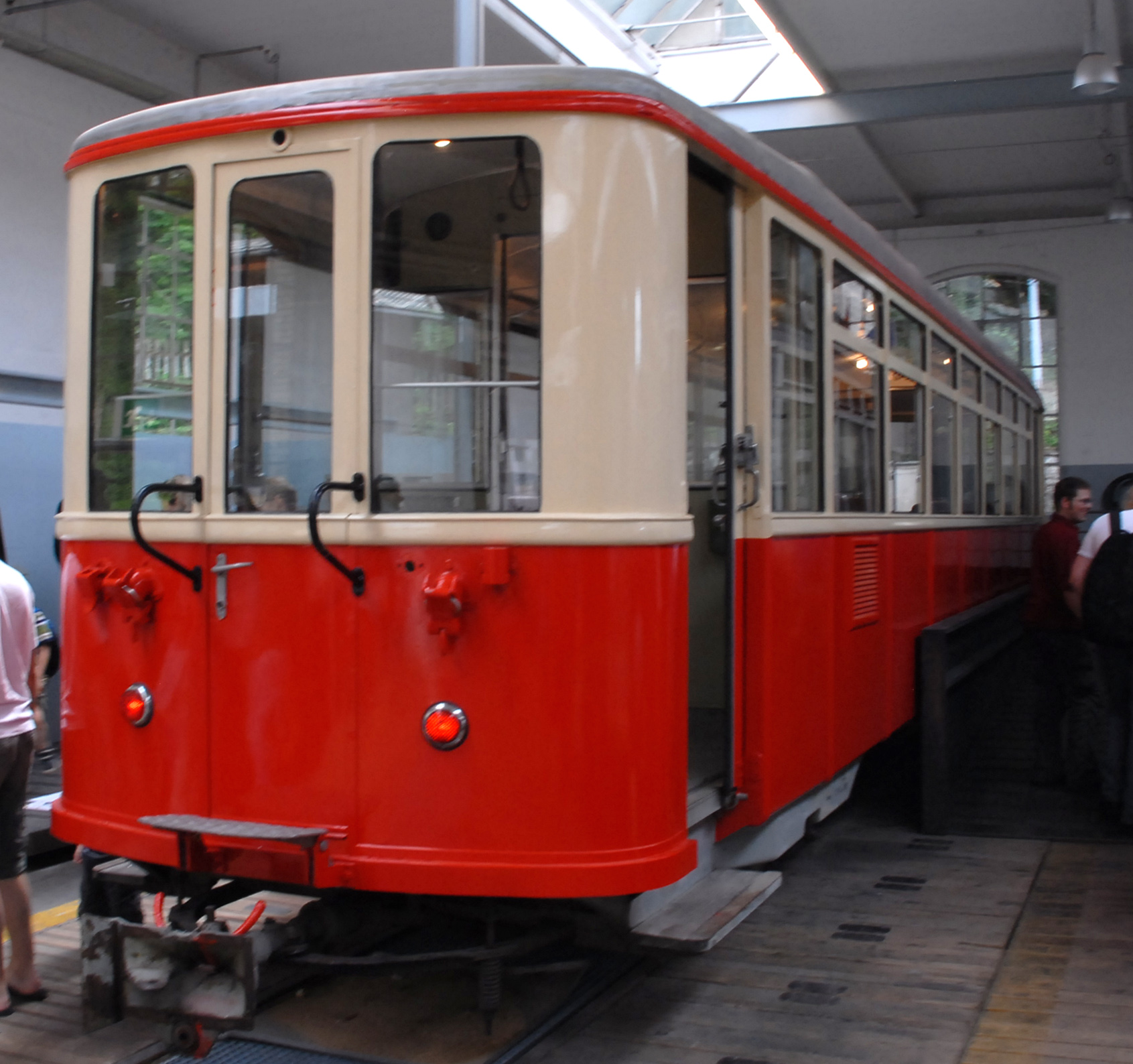
voiture B 119 préservée au Forchbahn